# Уна-Мери Паркър
Уна-Мери Паркър (на английски: Una-Mary Parker) е британска журналистка и писателка на бестселъри в жанра романтичен трилър.

## Биография и творчество
Уна-Мери Паркър е родена на 30 март 1930 г. в Лондон, Англия. Дъщеря на бизнесмена Хю Пауър и Лора Напиън Габинс. Братовчедка е на Камила Паркър Боулс.
Учи самостоятелно с гувернантки. Пише първата си статия за „Scotsman“ когато е на 12 години. Насърчена от успеха, продължава да пише, като нейните първи произведения са детски приказки. Завършва английски език и литература като частен ученик.
На 6 октомври 1951 г. се омъжва за известния портретен фотограф Арчи Паркър, който прави снимки на кралицата и останалата част от кралското семейство. Имат две деца – Даяна Хобарт и Филип Паркър.
Заедно със съпруга си работят в екип. Работи като колумнист по обществено-социалните въпроси в списание „Татлър“ в периода 1970 – 1980 г. Пише и за вестниците „Дейли Мейл“ и „Ивнинг Стандарт“.
Започва да пише след развода си. Първият роман на Уна-Мери Паркър „Богатства“ излиза през 1987 г. и става незабавно бестселър във Великобритания. Следват ежегодно още двадесет романа и трилогията „Сестрите Гранвил“.
Уна-Мери Паркър днес е единствената англичанка, която може да се мери по тиражи и популярност с отвъдокеанските си колежки Сандра Браун и Даниел Стийл. Отстъпва им единствено по броя на бестселърите, излезли изпод перото ѝ.
Повечето от нейните книги са въз основа на личните ѝ преживявания, от деня, в който е представена пред обществото като дебютантка, сватбата ѝ с деветстотин гости, нейните пътувания и интересните хора, които е срещнала по житейския си път, честите ѝ посещения на баловете и коктейлите на богатите и известните. Работата ѝ като журналист става извор на сюжети за нейните драматичните романи. Уна-Мери Паркър е кралски биограф и експерт по всичко, свързано с живота на кралските семейства и аристократичните кръгове в Европа.
Тя живее в Найтсбридж, Лондон. Нейното голямо хоби е да поддържа градината на фамилния дом. Радва се на много внуци и правнуци.
Уна-Мери Паркър умира на 89 години на 11 април 2019 г.

## Произведения

### Самостоятелни романи
- Богатства, Riches (1987)
- Скандали, Scandals (1988)
- Изкушения, Temptations (1989)
- Veil of Secrets (1990)
- Enticements (1990)
- Дворцова афера, The Palace Affair (1992)
- Забранени чувства, Forbidden Feelings (1993)
- Само най-доброто, Only the Best (1993)
- Греховно удоволствие, A Guilty Pleasure (1994)
- Фалшиви обещания, False Promises (1995)
- Под контрол, Taking Control (1996)
- Опасно предложение, A Dangerous Desire (1997)
- Покана за среща, Dark Passions (1998)
- Среднощни тайни, Secrets of the Night (1998)
- Предадено доверие, Broken Trust (1999)
- Коварно отмъщение, Sweet Vengeance (2000)
- Момент на лудост, Moment of Madness (2001)
- Тайните на Алексия, Alexia's Secrets (2008)
- Тъмно минало, Echoes of Betrayal (2009)

### Серия „Сестрите Гранвил“ (Granville Sisters)
1. Сестрите от рода Гренвил, The Granville Sisters (2005)
2. Любовта на сестрите Гренвил, The Granville Affaire (2005)
3. Наследството на сестрите Гренвил, The Granville Legacy (2006)

### Серия „Феърберн“ (Fairbairn)
1. Родово проклятие, The Fairbairn Girls (2013)
2. The Fairbairn Fortunes (2016)